# Liacarus ovatus
Liacarus ovatus är en kvalsterart som beskrevs av Mihelcic 1954. Liacarus ovatus ingår i släktet Liacarus och familjen Liacaridae. Inga underarter finns listade i Catalogue of Life.